# Disidente

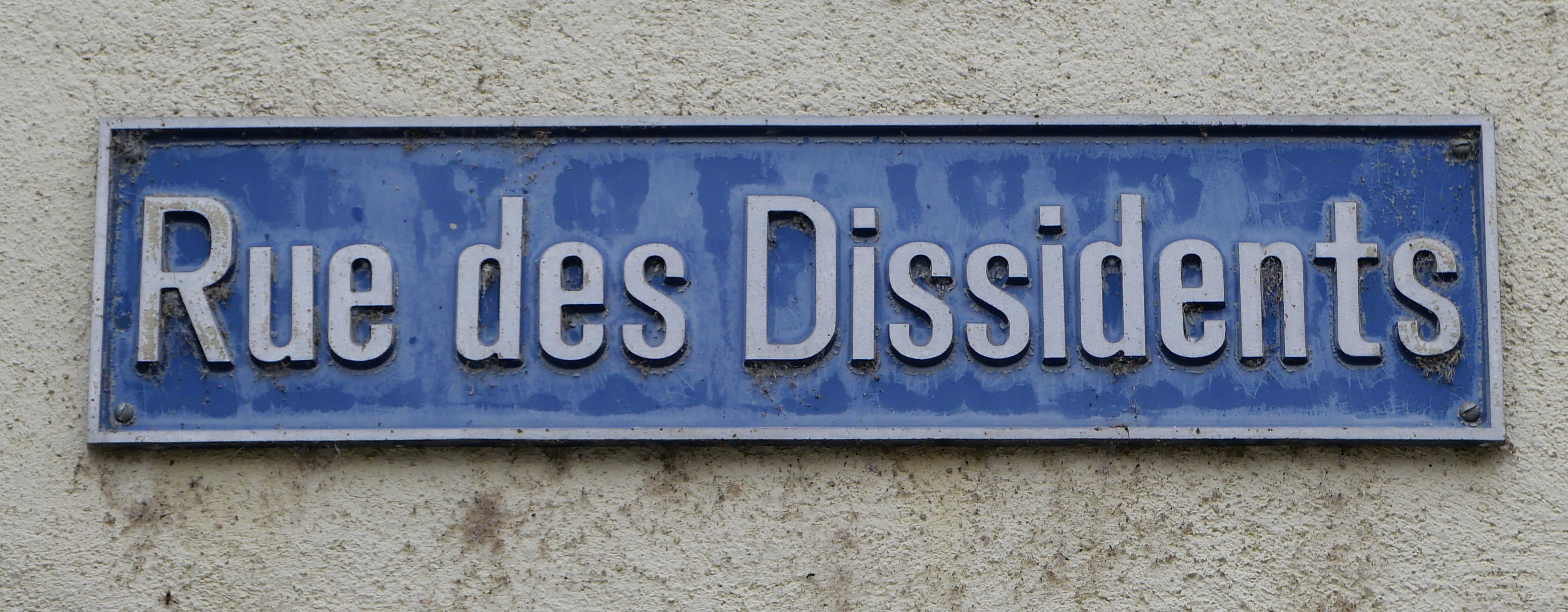
El cartel con el nombre de la calle Dissidents Road en el casco antiguo de Versoix, cantón de Ginebra (Suiza).

Un disidente o grupo disidente, en un término general definido, es una persona u organización que, por diversas razones, está en desacuerdo con una política, doctrina o directriz establecida en un estado u organización, sea en lo político, religioso, militar o institucional, que lleva a desacatarla y hasta desafiarla. En un contexto religioso, la palabra ha sido utilizada desde el siglo XVIII y, en el sentido político, desde 1940, coincidiendo con el aumento de sistemas totalitarios; especialmente, desde la consolidación como potencia de la Unión Soviética. En el ámbito militar e insurgente, un disidente es conocido como "desertor".

## Disidentes del Bloque Oriental
El término disidente se usó en el bloque del Este, particularmente en la Unión Soviética, en el período que siguió a la muerte de Iósif Stalin hasta la caída del comunismo. Estaba unido a ciudadanos que criticaban las prácticas o la autoridad del Partido Comunista. Las personas que solían escribir y distribuir literatura samizdat no censurada e inconformista fueron criticadas en los periódicos oficiales. Pronto, muchos de los que no estaban satisfechos con el Bloque soviético comenzaron a autoidentificarse como disidentes. Esto cambió radicalmente el significado del término: en lugar de ser usado en referencia a un individuo que se opone a la sociedad, llegó a referirse a un individuo cuyo no conformismo se percibía como algo positivo para una sociedad. Un elemento importante de la actividad disidente en la URSS fue informar a la sociedad (tanto dentro de la Unión Soviética como en el extranjero) sobre la violación de las leyes y los derechos humanos: véase Crónica de eventos actuales y Grupo Helsinki de Moscú. Algunos disidentes famosos soviéticos fueron Aleksandr Solzhenitsyn y Andréi Sájarov.

## Disidentes Republicanos en Irlanda
El término disidente se ha convertido en el término principal para describir a los republicanos irlandeses que políticamente continúan oponiéndose al Acuerdo del Viernes Santo de 1998 y rechazan el resultado de los referéndums sobre el mismo. Estos partidos políticos también tienen alas paramilitares que propugnan métodos violentos para lograr una Irlanda Unida.
Los grupos disidentes republicanos irlandeses incluyen el Partido Republicano Socialista Irlandés (fundado en 1974 - su ala paramilitar actualmente inactiva es el Ejército Irlandés de Liberación Nacional), el Sinn Féin Republicano (fundado en 1986 - su ala paramilitar es el IRA de Continuidad) y el Movimiento de los 32 Condados (fundado en 1997 - su ala paramilitar es el IRA Auténtico). En 2006 surgió el Óglaigh na hÉireann, que es un grupo escindido del IRA de Continuidad.

## Disidentes de EE. UU.
El término "disidente" se ha aplicado a personas de Estados Unidos que traicionan la confianza del gobierno, revelando información clasificada del gobierno estadounidense a otros países o la opinión pública local y/o internacional, sin ninguna clase de autorización por parte de miembros del estado norteamericano. Un ejemplo es el de Chelsea Manning, quien reveló los vídeos de ataques aéreos en Bagdad y otra información al mundo a través de WikiLeaks, o Edward Snowden, quien expuso el espionaje del gobierno de EE. UU. sobre la actividad en Internet de personas y funcionarios gubernamentales de otros países, incluidos países aliados, así como sus propios ciudadanos, como en el caso de los programas PRISM y XKeyScore.

## Disidentes y nuevas tecnologías
Las personas que quieren desafiar a los regímenes existentes y expresar su opinión sobre una situación política a menudo enfrentan tremendos riesgos. Por lo tanto, este tipo de personas actúan como pioneros en el establecimiento e implementación de nuevas tecnologías que los ayudan a proteger su privacidad. Poder permanecer totalmente anónimo en Internet es crucial para la seguridad y la vida de los disidentes, por lo que siempre están buscando nuevas formas de mejorar estas tecnologías. Una de las últimas herramientas que los disidentes hoy en día usan ampliamente es el navegador Tor.
Nima Fatemi fue uno de los primeros adoptantes de la Darknet entre los disidentes. Debido al riesgo de ser detectado, Fatemi comenzó a usar Tor para subir anónimamente fotos y noticias de la situación actual en Irán. El anonimato proporcionado por Tor, le permitió a Fatemi compartir imágenes realistas de lo que estaba sucediendo en su país con el resto del mundo. Además, Fatemi proporcionó talleres para enseñar a otros disidentes iraníes a utilizar Tor y difundir su red.
Tor fue ampliamente utilizado por los manifestantes sobre el régimen de Mubarak en Egipto en 2011. Tor permitió a los disidentes comunicarse de forma anónima y segura, mientras compartía información confidencial. Además, los rebeldes sirios usaron ampliamente a Tor para compartir con el mundo todos los horrores que presenciaron en su país. Además, los disidentes del gobierno en Líbano, Mauritania y las naciones de la Primavera Árabe usaron ampliamente a Tor para mantenerse a salvo mientras intercambiaban sus ideas y agendas.